# 子夏

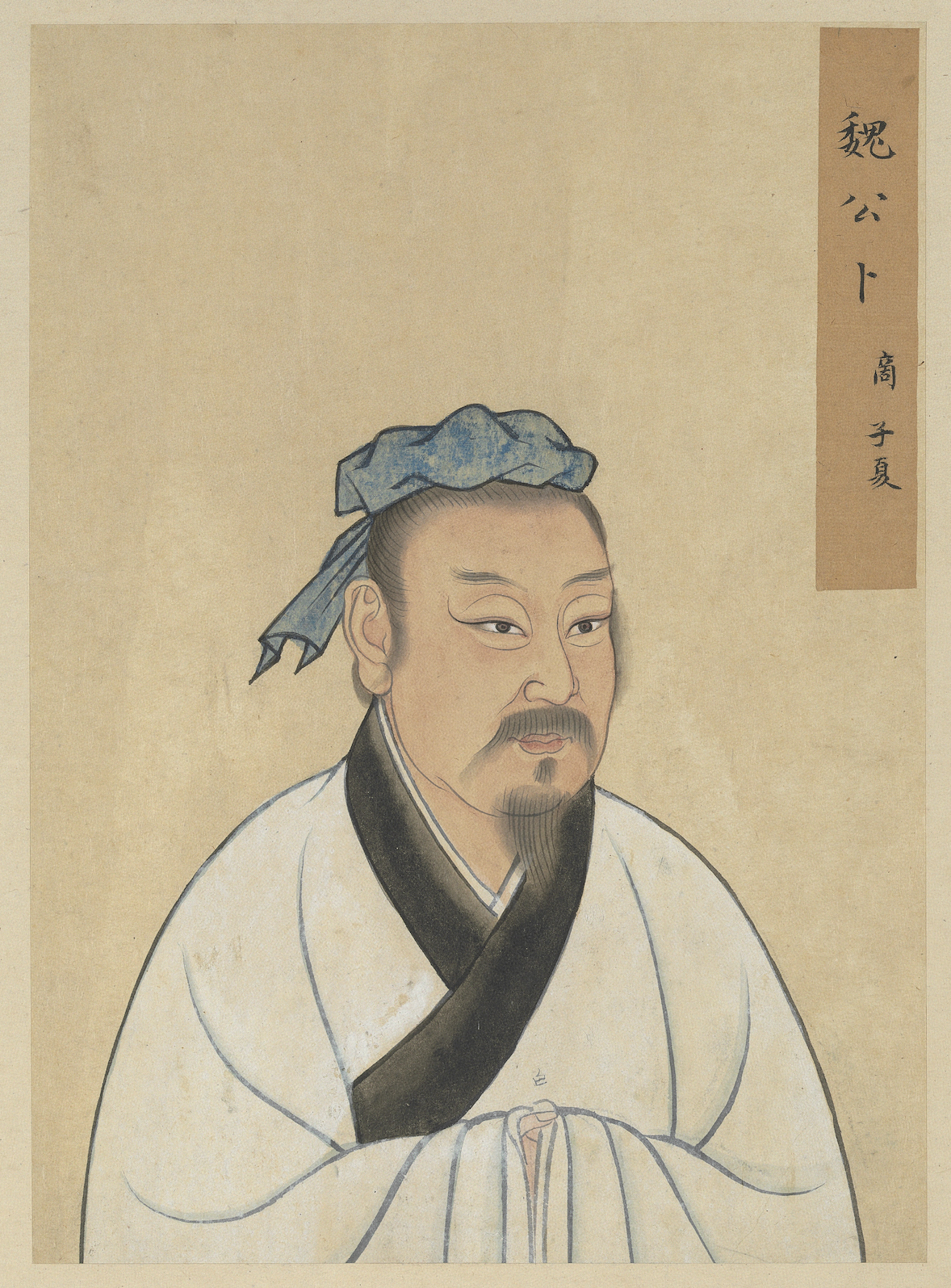
卜商像（國立故宮博物院藏）。

卜商（前507年—？），姒姓，卜氏，名商，字子夏。晉國貴族之後，但到他這一代已家道中落。家貧，勤奮好學，是孔子的重要弟子，少孔子四十四歲，與子游同列孔門十哲的文學科，長於文學，對《詩經》有深入的研究。曾任魯國莒父宰，後在魏國西河（今陝西渭南）創辦學堂並授業，魏文侯曾向子夏問問題。李克、吳起、西門豹都是他的學生，一般認為傳授《公羊傳》的公羊高、《穀梁傳》的穀梁子，也是子夏一派的門人。

## 生平
子夏出身貧窮，約前483年，他來到魯國拜孔子為師。前476年他赴晉國西河（今陝西渭南）創辦了一所學堂並在那裏教書，三家分晉後該地成為魏國領土。開創的“西河學派”培育出大批經國治世的良材，並成為前期法家成長的搖籃。西河地方之人，將子夏作為孔子看待。據云《毛詩》之學，是由子夏傳下。《論語》一書疑多出於他和門人手撰。
子夏長於文學，對《詩》有深入的研究，能通其義理，著有詩序，他教人致知求仁的方法：「學識要廣，志向要堅定，凡事要細心去問，要從淺近處去思考，以類推於的遠大地方，仁道就在這裏面了。」
後人非議子夏者多由二事，一是子夏語：“學而優則仕，仕而優則學。”二是子夏為喪子而痛哭失明，不愛惜身體。

## 性格
《荀子》大略篇說子夏家貧，而子夏對於不能出仕的想法為：「諸侯之驕我者，吾不為臣；大夫之驕我者，吾不復見。柳下惠與後門者同衣，而不見疑，非一日之聞也。爭利如蚤甲，而喪其掌。」其性格可見一斑。《論語》中，子夏認為「死生有命，富貴在天」，又說「四海之內，皆兄弟也」。但根據《論語》，子張曾經評語子夏「拒與不可者為友」的作法太過狹隘，如果被他人所拒絕，自始則無法驕傲地拒絕他人。可見孔子弟子之中，對於子夏為人的評論有所不同。
子夏向志於學，故被孔子譽為文學第一，與子游同列。和子游一樣，子夏也是孔子晚年的得意門生，對於文學造詣甚深。而據《論語》，子夏曾與孔子討論《詩經》中「巧笑倩兮，美目盼兮，素以為絢兮。」之意義。孔子以為「素以為絢兮」是全句重點，因而點評「繪事後素」。指「美目」與「巧笑」如同「繪」，而人品之「素」是基礎。子夏舉一反三而回應「禮後乎？」意近於孔子所說之「人而不仁，如禮何？」指禮如同美目巧笑，是使一個人具有氣質的外在修飾。孔子回應：「如同我從商朝之禮而開始我的研究，漸漸可以以周諸國的《詩》來討論修飾的道理了！」。
子夏的勤奮好學，在孔門弟子中亦相當突出，並因此獲得孔子的贊賞和鼓勵。子夏的對《詩經》的造詣受到承認，後世也有認為《易經》所流傳的解釋部分傳承自子夏。《史記》中的《樂書》記載「魏文侯問於子夏」，可見子夏對於周朝的音樂也有涉獵。他在孔子去世之後策劃推舉有若而未果，根據《孟子》，理由為子夏、子張、子游認為有若外表「貌似孔子」，曾子卻反對。子夏離開孔門，前往他國聚徒講學。《史記•魏世家》記載魏文侯「受子夏經藝」，可見子夏在魏國講學，而成為魏文候的老師因而名聲甚大。

## 評價
早在子夏追隨孔子問學之前，好談論別人是非的子貢曾問孔子，「子張與子夏相比孰賢？」孔子答曰：「子張也過，子夏也不及。」又問：「然則子張愈與？」曰：「過猶不及。」孔子的評價耐人尋味。朱熹在注這段話時說：「子張才高意廣，而好為苛難，故常過中；子夏篤信遵守，而規模狹隘，故常不及。」孔子也曾當面告誡子夏：「汝為君子儒，無為小人儒。」
子遊評：「子夏之門人小子，當洒掃、應對、進退，則可矣。抑末也，本之則無。」認為其將聖學教條化，未能了解禮之本為仁，該應權通變。故孟子曰：「男女授受不親，禮也；嫂溺援之以手，權也。」正乃此意。

## 歷代追封
- 唐玄宗尊之为“魏侯”
- 宋真宗加封为“河东公”
- 宋度宗又尊为“魏公”。
- 明世宗嘉靖九年，改称“先贤卜子”。